# Desmodium grandiflorum
Desmodium grandiflorum är en ärtväxtart som beskrevs av Dc. Desmodium grandiflorum ingår i släktet Desmodium och familjen ärtväxter. Inga underarter finns listade i Catalogue of Life.